# Chrominae
Die Chrominae sind eine der Unterfamilien der Riffbarsche (Pomacentridae). Neben den Gattungen Azurina und Pycnochromis gehören zu ihnen die bekannten Preußenfische (Dascyllus) und die Gattung Chromis, die mit fast 50 Arten die größte Gattung der Riffbarsche ist. Alle Chrominae leben in größeren Verbänden, ernähren sich von Zooplankton und leben in Korallen- und Felsriffen in tropischen und subtropischen Bereichen des Atlantik und des Indopazifik.

## Innere Systematik
Zur Unterfamilie gehören vier Gattungen: Azurina, Chromis, Dascyllus und Pycnochromis.
|  | \| \| Dascyllus \| \| \| \| \| \| Pycnochromis \| \| \| \| |
|  |                                                            |
|  | Chromis                                                    |
|  |                                                            |
|  | Dascyllus                                                  |
|  |                                                            |
|  | Pycnochromis                                               |
|  |                                                            |

|  | Dascyllus    |
|  |              |
|  | Pycnochromis |
|  |              |

|  | \| \| Dascyllus \| \| \| \| \| \| Pycnochromis \| \| \| \| |
|  |                                                            |
|  | Chromis                                                    |
|  |                                                            |
|  | Dascyllus                                                  |
|  |                                                            |
|  | Pycnochromis                                               |
|  |                                                            |

|  | Dascyllus    |
|  |              |
|  | Pycnochromis |
|  |              |